# Deutsche Para-Eishockey Liga 2024/25
Die Saison 2024/25 war die 24. Spielzeit der Deutschen Para-Eishockey Liga. Die Saison startete am 26. Oktober 2024 und endete am 16. März 2025. Die ERC Hannover Ice Lions gewannen die Meisterschaft zum dritten Mal in Folge und zum 14. Mal insgesamt.

## Teilnehmer
Vier Mannschaften nahmen an der Liga teil. Im Vergleich zum Vorjahr wechselte die Mannschaft der Dresdner Eislöwen in die tschechische Para-Eishockey-Liga und die Wiehl Penguins traten allein an und nicht mehr in einer Spielgemeinschaft an.
- Para-Eishockey Club Berlin
- Weserstars Bremen
- ERC Hannover Ice Lions
- Wiehl Penguins (TuS Wiehl ESC)

## Modus
Die teilnehmenden Mannschaften trugen eine Hauptrunde als Einfachrunde aus, jedes Team spielte also sechs Spiele, zwei gegen jede andere Mannschaft. Für einen Sieg gab es drei Punkte. Bei einem Unentschieden folgte ein Penaltyschießen. Der Sieger des Penaltyschießens erhielt zwei Punkte, der unterlegenen Mannschaft wurde ein Zähler gutgeschrieben. Die Spiele der Hauptrunde wurden an drei Wochenenden in Wiehl, Bremen und Dachau ausgetragen, jede Mannschaft spielte ein Spiel am Samstag und eins am Sonntag. Abschließend folgte ein Final-Four-Wochenende in der Eissporthalle Charlottenburg in Berlin.

## Hauptrunde
Abkürzungen: Sp = Spiele, S = Siege, SnP = Siege nach Penaltyschießen, NnP = Niederlage nach Penaltyschießen, N = Niederlagen, Pkt = Punkte
|    |                            | Sp | S | SnP | NnP | N | Tore   | Pkt |
| -- | -------------------------- | -- | - | --- | --- | - | ------ | --- |
| 1. | ERC Hannover Ice Lions     | 6  | 6 | 0   | 0   | 0 | 106:01 | 18  |
| 2. | TuS Wiehl ESC              | 6  | 4 | 0   | 0   | 2 | 030:36 | 12  |
| 3. | Weserstars Bremen          | 6  | 2 | 0   | 0   | 4 | 040:54 | 6   |
| 4. | Para-Eishockey Club Berlin | 6  | 0 | 0   | 0   | 6 | 08:93  | 0   |

## Finalturnier
|  | Halbfinale           | Halbfinale                 | Halbfinale           |                  |                  | Finale           | Finale                     | Finale     |
|  |                      |                            |                      |                  |                  |                  |                            |            |
|  | 15.03.2025           |                            |                      |                  |                  |                  |                            |            |
|  | 1                    | ERC Hannover Ice Lions     | 21                   |                  |                  | 16.03.2025       | 16.03.2025                 | 16.03.2025 |
|  | 4                    | Para-Eishockey Club Berlin | 0                    |                  |                  | 1                | ERC Hannover Ice Lions     | 14         |
|  |                      |                            |                      |                  |                  | 2                | TuS Wiehl ERC              | 1          |
|  |                      |                            |                      |                  |                  |                  |                            |            |
|  | 15.03.2025           | 15.03.2025                 | 15.03.2025           | Spiel um Platz 3 | Spiel um Platz 3 | Spiel um Platz 3 |                            |            |
|  | 2                    | TuS Wiehl ESC              | 2                    | 16.03.2025       | 16.03.2025       | 16.03.2025       |                            |            |
|  | 3                    | Weserstars Bremen          | 1                    |                  |                  | 3                | Weserstars Bremen          | 12         |
|  | nach Penaltyschießen | nach Penaltyschießen       | nach Penaltyschießen |                  |                  | 4                | Para-Eishockey Club Berlin | 5          |
|  |                      |                            |                      |                  |                  |                  |                            |            |